# 李毓芬
李毓芬（英語：Tia Lee，1985年05月11日—)，臺灣歌手、演員、平面模特兒，出生於新北市，曾為女子團體「Dream Girls」成員。2008年，李毓芬因參加東方衛視綜藝節目《我型我秀》而被更多的中國大陸觀眾所認識。2010年，李毓芬與其她兩位女藝人一起組成Dream Girls，正式進軍歌壇。2023年2月，李毓芬受邀出席倫敦時裝週多個頂級品牌的時裝秀，亦是唯一獲設計師朱利安·麥克唐納(Julien Macdonald)選中的藝人。

## 经历

### 2008年：我型我秀比赛历程
《2008动感地带我型我秀大型综艺节目》 
- 第一场参赛歌曲：祝我生日快乐 & 天黑黑（清唱）
- 第二场参赛歌曲：千年等一回 & 人质
- 第三场参赛歌曲：燃烧吧 这个夏天（团队表演）
- 第四场参赛歌曲：开始懂了 & 代言人
- 第五场参赛歌曲：我的未来不是梦 & 日不落
- 第六场参赛歌曲：天黑黑 & 隐形的翅膀
- 第七场参赛歌曲：狠狠爱
- 第八场参赛歌曲：梁山伯与朱丽叶
- 第九场参赛歌曲：神话
- 第十场参赛歌曲：动感地带（团队舞蹈表演） & 寂寞的恋人
- 第十一场参赛歌曲：天空 & 倒带 & 至少还有你（清唱）

### 2010年：签约加入团体Dream Girls
李毓芬与郭雪芙、宋米秦签约组成三人女子团体Dream Girls。

### 2011年：以团体身份Dream Girls出道
3月23日，发表记者会Dream Girls正式出道，并于4月8日发行首张EP《美梦当前》。同年，李毓芬随Dream Girls发行了第二张团体EP《Girls Talk》，并主演了音乐微电影《Dying For Love》。

### 2013年：主演电视剧《涛女郎》、客串出演电视剧《原来是美男》、发行首张团体专辑
李毓芬与林佑威主演了现代都市剧《涛女郎》，其在剧中饰演了为爱忍辱负重的女主角田心，该剧在江苏卫视播出后取得了不俗的收视成绩；之后，客串出演根据同名韩剧改编的现代爱情剧《原来是美男》；12月，随所属女子团体Dream Girls发行了首张团体专辑《美丽头条》，专辑收录了团体合唱曲《听你说》，李毓芬的独唱情歌《我跟她们不一样》等十首歌曲。

### 2014年：主演都市剧《爱上两个我》
李毓芬与炎亚纶搭档主演了都市爱情剧《爱上两个我》，她在剧中饰演了美丽不服输的女主角陶乐思。

### 2016年：首张个人单曲《是我不够好》
4月17日，公开单曲《是我不够好》。

### 2018年：回归、第二张个人单曲《早应该》
两年回归乐坛，带着个人单曲《早应该》。

### 2019年：主演的电影《绝世情歌》上映
李毓芬与王柏杰搭档主演了公路音乐爱情电影《绝世情歌》。

### 2022年：发布《再见公主》动画系列
11月11日发布第 1 集：《下沉》
11月15日发布第 2 集：《过去的时间》
11月18日发布第 3 集：《被拉扯的生命线》
11月22日发布第 4 集：《升變》
11月25日发布第 5 集：《紅蘋果》
11月29日发布第 6 集：《序章》
12月9日，李毓芬正式发布了单曲《再见公主》的MV。

## 音樂作品
- 註：團體部分請參見「Dream Girls」

### 單曲
- 2011《風色幻想》
- 2016《是我不夠好》
- 2016《給牠一個家》
- 2018《早應該》
- 2019《相信你Believe in You》
- 2022《再見公主》

## 演出作品

### 電視劇
| 年份   | 播出頻道         | 劇名             | 角色           | 備註   |
| 2010年 | 民視、八大綜合台 | 泡沫之夏         | 歐星亞         | 客串   |
| 2011年 | 民視、八大綜合台 | 旋風管家         | 瑪莉亞／費歐娜 |        |
| 2011年 | 台視、三立都會台 | 小資女孩向前衝   | 鄭凱兒         |        |
| 2012年 | 台視、三立都會台 | 螺絲小姐要出嫁   | 鍾小可         |        |
| 2013年 | 民視、八大綜合台 | 原來是美男       | 李毓芬         | 客串   |
| 2014年 | 江蘇衛視         | 淘女郎           | 田心           | 女主角 |
| 2014年 | 台視、三立都會台 | 愛上兩個我       | 陶樂思         | 女主角 |
| 2015年 | 中視、中天娛樂台 | 來自未來的史密特 | 米雪           | 女主角 |
| 2017年 | 台視、東森綜合台 | 我和我的四個男人 | 林春嬌(JOJO)   | 女主角 |

### 網路劇
| 年份   | 播出頻道 | 劇名                       | 角色       | 備註   | 導演   | 插畫師             | 编曲   |
| 2009年 |          | 草食男vs肉食女之戀愛營養學 | 鐵定美     | 女主角 |        |                    |        |
| 2015年 | LINE TV  | 迷徒·Claire                | Claire     | 女主角 |        |                    |        |
| 停拍中 |          | 破網時刻                   |            | 女主角 |        |                    |        |
| 2022年 | 社交媒体 | 《再见公主》动画系列       | 李毓芬本人 | 女主角 | 邓日升 | Mandy Mackenzie Ng | 朱芸编 |

### 電影
| 年份 | 片名             | 导演   | 角色 | 備註   |
| 2016 | 《最完美的女孩》 | 金沛晟 | 葉欣 | 女主角 |
| 2016 | 《請勿靠近》     | 未知   | 小雅 | 女主角 |
| 2019 | 《絕世情歌》     |        | 菲   | 女主角 |

### 微電影
- 2012年 Dream Girls首部微電影《減嘆日記》：李毓芬、宋米秦、郭雪芙

1. 毓芬篇〈Dying for love〉
2. 雪芙篇〈因為有妳在〉
3. 米秦篇〈愛情微波爐〉

- 《分享愛》第4集 刮出幸福

### 音乐录影带(MV)
| 年份   | 歌手              | 歌曲                              | 備註   |
| 2006年 | 183Club           | 《一把傘》                        | 女主角 |
| 2008年 | 鄧寧              | 《第二次分手》                    | 女主角 |
| 2009年 | 小宇              | 《說分手之後》                    | 女主角 |
| 2010年 | 張晉樵            | 《愛，有你》                      | 女主角 |
| 2010年 | 張棟樑            | 《沉默的瞬間》                    | 女主角 |
| 2010年 | 林宇中            | 《活到一百歲》                    | 女主角 |
| 2013年 | F.I.R             | 《I Remember》                    | 女主角 |
| 2014年 | 炎亞綸            | 《這不是我》                      | 女主角 |
| 2014年 | 胡宇威            | 《別說GoodBye》                   | 女主角 |
| 2014年 | 胡宇威            | 《說不出我愛你》                  | 女主角 |
| 2014年 | 胡宇威            | 《愛就是》                        | 女主角 |
| 2016年 | 李毓芬            | 《是我不夠好》                    | 女主角 |
| 2016年 | UNIVERSE 世界少年 | 《UNI-verse你的名字是我唯一的詩》 | 女主角 |
| 2018年 | 李毓芬            | 《早應該》                        | 女主角 |
| 2019年 | 李毓芬            | 《相信你Believe in You》          | 女主角 |
| 2022年 | 李毓芬            | 《再见公主》                      | 女主角 |

## 獎項
- 2012年
  - FHM《百大性感美女（台灣區）》第23名
- 2013年
  - FHM《百大性感美女（台灣區）》第7名
  - 《最性感女神》第1名
- 2014年
  - FHM《百大性感美女（台灣區）》第14名
  - 第四屆華劇大賞觀眾票選最佳受歡迎戲劇獎（與炎亞綸《愛上兩個我》）
- 2015年
  - FHM《百大性感美女（台灣區）》第12名
- 2016年
  - FHM《百大性感美女（台灣區）》第17名
- 2017年
  - HITO流行音樂獎《hito MV點擊人氣獎》

## 爭議
2022年，李毓芬推出新歌《再見公主》，但歌曲MV的1.2億次點閱率、千篇一律的留言及流量來源均遭到網友質疑，疑似以灌水、大撒幣購買廣告等方式衝點閱率。不断购买大马星州新闻网站，植入娱乐新闻长达一个月。

## 時尚活動
- 2023年 參與英國倫敦時裝周